# Ilketshall St Lawrence
Ilketshall St Lawrence lub St. Lawrence, Ilketshall – wieś i civil parish w Anglii, w Suffolk, w dystrykcie East Suffolk. W 2001 civil parish liczyła 176 mieszkańców. W civil parish znajduje się 6 zabytkowych budynków.